# 三協精機硬式野球部
三協精機硬式野球部（さんきょうせいきこうしきやきゅうぶ）は、長野県諏訪市に本拠地を置き、日本野球連盟に加盟していた社会人野球の企業チームである。1978年に活動停止した。
運営母体は三協精機。

## 概要
1957年創部。
1970年代にはいり、信越地区では、新潟県の電気化学、富山県の日本カーバイドといくつかの有力チームが活動停止となるなかで頭角をあらわし、都市対抗には5年連続を含む11回の出場を果たした。また、1974年には第1回社会人野球日本選手権大会で優勝を達成。信越地区の強豪チームとして名を知られた。しかし、当時は石川県が北陸（または東海北陸）地区に含まれていたため、電電北陸や西川物産などのチームとの地区内対決もなかったので、補強選手に恵まれず、都市対抗では1971年のベスト4が最高成績であった。
1978年のシーズンを最後に活動を休止、入社したばかりの上川誠二ほか、他社に移籍して野球を続けた選手もいた。

## 沿革
- 1957年 - 創部。
- 1961年 - 都市対抗野球に初出場。日本産業対抗野球大会にも初出場
- 1974年 - 日本選手権に出場し、優勝。
- 1978年 - 活動停止。

## 主要大会の出場歴・最高成績
- 都市対抗野球大会 - 出場11回
- 日本産業対抗野球大会 - 出場2回、準優勝1回（1970年）
- 社会人野球日本選手権大会 - 出場5回、優勝1回（1974年）

## 主な出身プロ野球選手
- 岡野義光（捕手） - 1962年に中日ドラゴンズに入団
- 森本潔（内野手） - 1963年に阪急ブレーブスに入団
- 県真澄（外野手） - 1964年に南海ホークスに入団
- 池島和彦（投手） - 1970年ドラフト7位で阪神タイガースに入団
- 会田照夫（投手） - 1970年ドラフト8位でヤクルトアトムズに入団
- 玉井信博（投手） - 1971年ドラフト7位で読売ジャイアンツから指名を受け、翌1972年シーズン終了後に入団
- 山口富夫（投手） - 1972年ドラフト2位で太平洋クラブライオンズに入団
- 伊藤文隆（投手） - 1977年ドラフト1位で阪神タイガースに入団
- 中村昭（捕手） - 1978年ドラフト外で読売ジャイアンツに入団
- 平田恒雄（外野手） - 1978年ドラフト4位で中日ドラゴンズに入団
- 田中昌宏（外野手） - 1978年ドラフト外で阪神タイガースに入団
- 小嶋正宣（投手） - 休部に伴い東芝に移籍し、1980年ドラフト外で阪急ブレーブスに入団
- 佐々木正行（外野手） - 休部に伴い大昭和製紙に移籍し、1980年ドラフト2位でヤクルトスワローズに入団
- 上川誠二（内野手） - 休部に伴い大昭和製紙に移籍し、1981年ドラフト外で中日ドラゴンズに入団
- 二村忠美（外野手） - 休部に伴い九州産交に移籍し、1982年ドラフト3位で日本ハムファイターズに入団

## かつて在籍していた選手
- 光沢毅（投手）  - 1954年の選抜大会の優勝投手。明治大学を経て入社。監督もつとめた。
- 大塚喜代美（投手） - 1971年の夏の甲子園の優勝投手。休部後は日本鋼管に移籍。